# Hans Hörler (Pädagoge)
Hans Hörler (* 15. Dezember 1905 in Kirchschlag in der Buckligen Welt; † 23. Mai 1969 in Krems an der Donau) war ein niederösterreichischer Pädagoge, Landesschulinspektor und Autor.

## Leben
Hans Hörler wuchs in Kirchschlag auf und absolvierte die Ausbildung zum Volksschullehrer in Krems an der Donau. In der Zwischenkriegszeit unterrichtete er in der Volksschule Seebarn am Wagram. Später wurde er Lehrer in Maria Laach am Jauerling, Bezirksschulinspektor im Bezirk Gänserndorf und schließlich Landesschulinspektor in Niederösterreich. Neben seiner pädagogischen Tätigkeit war er Autor zahlreicher Bücher mit den Schwerpunkten Pädagogik und Geschichte, zugleich promovierte an der Universität Wien in Geschichte. 1961 wurde ihm der Niederösterreichische Kulturpreis verliehen. Einige seiner Werke wurden erst nach seinem Tod im Jahr 1969 publiziert.
Nach ihm sind die Dr. Hans Hörler-Straße ⊙ in St. Pölten und die Dr. Hans-Hörler-Gasse ⊙ in Gänserndorf benannt.

## Werk
Angelehnt an die Studien für seine Dissertation an der Universität Wien, die sich mit dem Thema Die ur- und frühgeschichtliche Besiedlung des Bezirkes Gänserndorf, N.Ö. befasste, schrieb Hörler das Jugendbuch Jugs abenteuerliche Reise zum Fluß der Flüsse – Eine Erzählung aus der Urzeit des Menschen. Der Roman erzählt die Geschichte eines Steinzeitknaben, der auf der abenteuerlichen Suche nach neuen Feuersteinklingen eine weite Reise unternimmt.
Das Buch passte gut in die Aufbruchsstimmung nach dem Zweiten Weltkrieg. Es erlebte mehrere Auflagen und war, besonders über die Schulbibliotheken verbreitet, bei Jugendlichen viel gelesen. Es fand mit Jugs Abenteuer in Ägypten und Jug auf neuen Pfaden noch zwei Fortsetzungen.

## Werke
- Hans Hörler: Sagen, Schwänke und andere Volkserzählungen aus dem Bezirk Gänserndorf. Bezirksschulrat Gänserndorf, Gänserndorf 1951
- Hans Hörler: Die ur- und frühgeschichtliche Besiedlung des Bezirkes Gänserndorf, N.Ö. Dissertation, Wien 1953 Link
- Hans Hörler: Der liebe Augustin Europäischer Verlag, Wien 1954
- Hans Hörler: Jugs abenteuerliche Reise zum Fluß der Flüsse – Eine Erzählung aus der Urzeit des Menschen. Jugend und Volk, Taschenbuch, 1957
- Hans Hörler, Hans Spreitzer: Die Lehrmittelausstattung der Volksschule, ÖBV, Wien 1958
- Hans Hörler: Der Heiligenstein – Vier Laienspiele. Jugend und Volk, o. J. (um 1960)
- Hans Hörler: Jugs Abenteuer in Ägypten – Eine Erzählung aus dem vierten Jahrtausend vor Christus, Jugend und Volk, Wien 1961
- Hans Hörler: Ein Weihnachtsbaum fährt in die Stadt. ÖBV, Wien, 1962
- Hans Hörler: Du fändest Ruhe dort: ein Hirtenspiel aus Maria Laach, ÖBV, Wien 1962
- Hans Hörler: Jug auf neuen Pfaden – Eine Erzählung aus den ersten zwei Jahrtausenden vor Christus, Jugend und Volk, Wien München 1965
- Hans Hörler: Freies Geleit für Baumkircher, Verlag für Jugend u. Volk, 1968
- Hans Hörler, Volkmar Haselbach: Realienbuch, Pädagogischer Verlag Leykam, 1968
- Hans Hörler: Gänserndorfer Chronik. Selbstverlag der Stadtgemeinde, Gänserndorf 1969.
- Hans Hörler, Hans Müller: Die Weltenuhr: ein Lesebuch für Schule und Haus, ÖBV, Wien 1970
- Hans Hörler: Lebenskunde. Ein Buch für den Schritt ins Leben. Verlag Jugend & Volk, 1972